# Ilumaili
Ilumaili ou Ilimam (Em acádio: m ili-ma-an) foi o rei e fundador da primeira dinastia do País do Mar. Ele é conhecido a partir do relato de suas façanhas na Crônica dos Primeiros Reis, pela qual descreve seus conflitos com seus contemporâneos babilônios amorreus Samsiluna e Abiesu. Ela registra que Ilumaili "atacou e provocou a derrota do exército de Samsiluna". Pensa-se que ele conquistou Nipur no final do reinado de Samsiluna, pois existem documentos legais de Nipur datados de seu reinado. Abiesu, o filho de Samsiluna, e o próprio pai "pretendem derrotar Ilumaili", represando o rio Tigre, expulsando-o de seu refúgio pantanoso, um empreendimento que aparentemente foi confundido pelo uso superior do terreno por Ilumaili.